# Leptokaria
Leptokaria (někdy též počeštěně Leptokárie, řecky Λεπτοκαρυά, což v překladu znamená lískový oříšek) je řecké město v kraji Pieria ve Střední Makedonii, a zároveň sídlo úřadu samosprávního územního celku Východní Olympos. Počet obyvatel sčítá 3 700 k roku 2011. Město se rozkládá na pobřeží Egejského moře nacházející se pod pohořím Olymp, v blízkosti starobylé Livithry, která je údajným domovem přední postavy řecké mytologie, pěvce Orfea. Městem prochází železniční trať a dálnice spojující Soluň s Athénami.

## Letovisko
Leptokária je oblíbeným turistickým letoviskem Olympské riviéry s dlouhou písčito-oblázkovou pláží, jejíž místní mořská voda získala opakovaně uznání modrou vlajkou Evropské unie díky své čistotě. Původně malá pobřežní vesnička se díky své pěkné poloze a příznivým klimatickým podmínkám, vhodným i pro alergiky, postupně rozrostla v živé turistické letovisko, ideální pro rekreaci klientů všech generací.
Pobřežní promenáda nabízí širokou škálu obchůdků, tavern a kaváren, které ožívají zejména k večeru. Mezi okolními zajímavostmi vyniká nedaleký hrad Platamonas, chrámy Meteora a možnost výstupu na nejvyšší horu Řecka – Mytikas v pohoří Olymp.